# Filostefà
Filostefà (en llatí Philostephanus, en grec antic Φιλοστέφανος) fou un escriptor grec de geografia i història que va treballar aAlexandria, nascut però a Cirene al segle III aC.
Era amic o deixeble de Cal·límac en temps de Ptolemeu II Filadelf cap a l'any 249 aC. Alguns autor l'identifiquen amb un poeta còmic de la vella comèdia o mitjana que tenia el mateix nom, però no se sap segur.
Va escriure entre d'altres:
- Περὶ παραδόξων ποταμω̂ν ("Perí paradoxon potamon" Sobre els rius meravellosos), que cita Ateneu de Nàucratis.
- Περὶ τω̂ν ἐν τῃ̂ ̓Ασίᾳ πόλεων ("Perí ton en té Asía póleon" Sobre les ciutats d'Àsia), citat per Eli Harpocració.
- Περὶ νήσων ("Perí néson" Sobre les illes), també mencionat per Harpocració.
- Τὰ ἠπειρωτικά (Tá Epeirotiká" Sobre l'Epir), Harpocració.
- Περὶ εὑρημάτων ("Perí euremáton" Sobre els invents), de la que en parla Plini el Vell.
- Ὑπομνήματα ("Ypomnémata", Memòries històriques), que potser no era un títol sinó el tema, mencionat per Plutarc.

Climent d'Alexandria diu que va escriure una obra sobre Xipre, que potser podria estar inclosa a l'obra Sobre les illes.